# Hermann Carl Vogel
Hermann Carl Vogel (født 3. april 1841 i Leipzig, død 13. august 1907 i Potsdam) var en tysk astrofysiker. 